# Манновка
Манновка — деревня в  Большелуцком сельском поселении Кингисеппского района Ленинградской области.

## История
Впервые упоминается как деревня Mannoka by — 7 обеж в шведских писцовых книгах 1618—1623 годов.
На карте Ингерманландии А. И. Бергенгейма, составленной по шведским материалам 1676 года, она обозначена как деревня Manacka.
Как безымянная деревня — на «Географическом чертеже Ижорской земли» Адриана Шонбека 1705 года.
Деревня Манака обозначена на карте Ингерманландии А. Ростовцева 1727 года.
Деревня Мановка упоминается на карте Санкт-Петербургской губернии Я. Ф. Шмидта 1770 года.
На карте Санкт-Петербургской губернии Ф. Ф. Шуберта 1834 года обозначена деревня Манновка, состоящая из 21 крестьянского двора.

МАННОВКА — деревня принадлежит графу Нессельроде, число жителей по ревизии: 64 м. п., 66 ж. п. (1838 год)

В пояснительном тексте к этнографической карте Санкт-Петербургской губернии П. И. Кёппена 1849 года она записана как деревня Mannowka (Манновка) и указано количество её жителей на 1848 год: ижоры — 57 м. п., 69 ж. п., всего 126 человек. Жители деревни относились к православному Кейкинскому Петропавловскому приходу.
На карте профессора С. С. Куторги 1852 года упомянута деревня Манновка из 21 двора.

МАНКОВКА — деревня Ведомства государственного имущества, по просёлочной дороге, число дворов — 17, число душ — 59 м. п. (1856 год)

МАННОВКА — деревня, число жителей по X-ой ревизии 1857 года: 67 м. п., 81 ж. п., всего 148 чел.

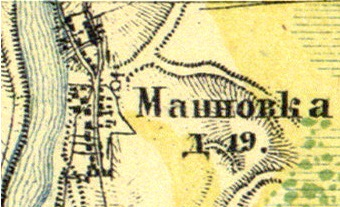
Деревня Манновка на карте 1860 года

Согласно «Топографической карте частей Санкт-Петербургской и Выборгской губерний» в 1860 году деревня Манновка насчитывала 19 дворов. В деревне находилась часовня.

МАННОВКА — деревня казённая при реке Луге, число дворов — 23, число жителей: 78 м. п., 90 ж. п. (1862 год)

МАННОВКА — деревня, по земской переписи 1882 года: семей — 41, в них 118 м. п., 119 ж. п., всего 237 чел.

МАННОВКА — деревня, число хозяйств по земской переписи 1899 года — 52, число жителей: 139 м. п., 153 ж. п., всего 292 чел.
 разряд крестьян: бывшие владельческие, народность: финская

В конце XIX — начале XX века деревня Манновка административно относилась к Наровской волости 2-го стана Ямбургского уезда Санкт-Петербургской губернии. Население деревни было исключительно ижорским.
С 1917 по 1919 год деревня Манновка входила в состав Наровской волости Ямбургского уезда.
С 1920 года в составе Манновского сельсовета Горкской волости Кингисеппского уезда. В 1920 году в деревне числилось 60 землевладельцев, 77 домовладельцев и 474 жителя (13 эстонцев и 351 ижор).
С 1924 года в составе Извозского сельсовета.
Согласно данным переписи населения СССР 1926 года в деревне Манновка проживали 213 человек, большинство ижоры, а также русские.
С февраля 1927 года в составе Кингисеппской волости. С августа 1927 года в составе Кингисеппского района.
В 1928 году население деревни Манновка также составляло 213 человек.

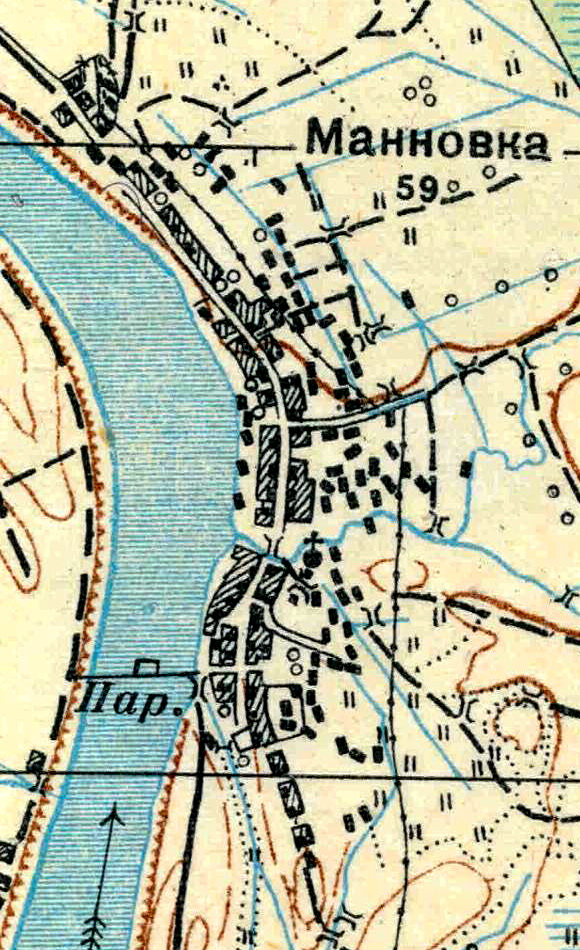
План деревни Манновка. 1930 год

Согласно топографической карте 1930 года деревня насчитывала 59 дворов, в деревне была паромная переправа, в центре деревни находилась часовня.
По данным 1933 года деревня Манновка входила в состав Извозского сельсовета Кингисеппского района.
Деревня была освобождена от немецко-фашистских оккупантов 1 февраля 1944 года.
С 1950 года в составе Кошкинского сельсовета.
В 1958 году население деревни Манновка составляло 36 человек.
По данным 1966, 1973 и 1990 годов деревня Манновка также входила в состав Кошкинского сельсовета.
В 1997 году в деревне Манновка Большелуцкой волости проживали 6 человек, в 2002 году — 2 человека (все русские), в 2007 году — 12.

## География
Деревня расположена в западной части района на автодороге 41К-579 (Кингисепп — Манновка), в месте примыкания к ней автодороги 41К-614 (Куровицы — Орлы).
Расстояние до административного центра поселения — 27 км.
Расстояние до ближайшей железнодорожной станции Сала — 15 км.
Деревня находится на правом берегу реки Луга между деревнями Серёжино и Орлы.

## Демография
| 1862 | 2007 | 2010 | 2017 |
| ---- | ---- | ---- | ---- |
| 168  | ↘12  | ↗15  | ↗16  |

### Национальный состав
Согласно данным Всероссийской переписи населения 2021 года в деревне проживали 30 человек, из них:
 русские — 22, армяне — 8 человек.

## Улицы
Лесная, Набережная, Полевая, Центральная.